# Hieronim Suszczyński
Hieronim Suszczyński, ps. „Dyrektor”, „Lizdejko”, „Szeliga” (ur. 12 października 1895 w Ałatyrze, zm. 15 sierpnia 1964 w Warszawie) – pułkownik artylerii Wojska Polskiego, kawaler Orderu Virtuti Militari.

## Życiorys
Urodził się 12 października 1895 w rodzinie Mieczysława i Teofili z Kolesińskich. Uczył się od 1906 w Gatczynie w Instytucie Mikołaja I, a po jego ukończeniu otrzymał w 1914 świadectwo dojrzałości. Później krótko studiował chemię na Politechnice Warszawskiej.
Jako ochotnik służył w armii rosyjskiej od maja 1915. W okresie styczeń – czerwiec 1916 studiował w Siergiejewskiej Szkole Artylerii w Odessie i był na froncie niemieckim dowódcą plutonu artylerii w stopniu chorążego. Oficer Legii Rycerskiej I Korpusu Polskiego na Wschodzie od marca 1918, a w kwietniu został urlopowany.
Powrócił do kraju i od lutego 1919 rozpoczął służbę w Wojsku Polskim. Początkowo dowodził plutonem po ukończeniu miesięcznego kursu oficerów artylerii w Rembertowie, od kwietnia 1919 był w 3 pułku artylerii ciężkiej oficerem łączności dywizjonu, od sierpnia dowódcą plutonu, I oficerem i p.o. dowódcy baterii. W miesiącach styczeń – marzec 1921 był na kursie materiału francuskiej artylerii ciężkiej w Modlinie i od marca do maja na kursie artylerii w Modlinie, a po ich ukończeniu był dowódcą baterii 1 dywizjonu artylerii ciężkiej, włączonego później w skład 3 pułku artylerii ciężkiej. W międzyczasie od marca do września 1923 ukończył kurs dowódców baterii w Szkole Strzelań Artylerii w Toruniu. Przeniesiony w marcu 1927 do 14 dywizjonu artylerii konnej na dowódcę baterii, a od sierpnia ponownie dowodził baterią 3 pac. Od listopada 1927 był w tym pułku dowódcą szkoły podoficerskiej. II oficer sztabu artylerii Dowództwa Obszaru Warownego „Wilno” od stycznia 1928, a następnie dowódca dywizjonu 3 pac po ukończeniu kursu dowódców dywizjonów w Szkole Strzelań Artylerii w Toruniu w okresie lipiec – październik 1929. W kwietniu 1930 został przeniesiony do 10 pułku artylerii ciężkiej w którym krótko dowodził dywizjonem. Kwatermistrz od maja tego roku i jednocześnie przez długi czas p.o. zastępcy dowódcy pułku, a od czerwca 1933 ponownie dowódca dywizjonu. Zastępca dowódcy 27 pułku artylerii lekkiej we Włodzimierzu Wołyńskim od 1935, a dowódca 13 dywizjonu artylerii konnej w garnizonie Brody od 1936.
Dowódca 26 pułku artylerii lekkiej od czerwca 1939, którą dowodził także w czasie kampanii wrześniowej. Był ranny i leczył się w szpitalach w Łodzi i w Warszawie.
Od jesieni 1939 w konspiracji w SZP-ZWZ-AK. Oddelegowany został w lutym 1941 do objęcia funkcji komendanta głównego POZ, po zakończeniu scalania tej organizacji z AK. Razem z mjr. Wacławem Janaszkiem podpisał umowę scaleniową z ramienia POZ. Komendant Podokręgu Wschodniego Obszaru Warszawa AK od listopada 1942 po ppłk. Adamie Borkiewiczu. Rozkazem Naczelnego Wodza z 24 listopada 1943 mianowany pułkownikiem służby stałej ze starszeństwem z dniem 1 października. Został jednocześnie w lipcu 1944 dowódcą 8 Dywizji Piechoty AK, odtwarzanej w ramach Podokręgu, którym dowodził.
7 sierpnia 1944 został rozbrojony i internowany w rejonie Mińska Mazowieckiego, wraz ze swoim sztabem i 750 żołnierzami swojej grupy. Początkowo przebywał w majątku Niedziałka, a następnie w obozie Majdanek w Lublinie, skąd został przewieziony do więzienia Lefortowo w Moskwie, gdzie przez trzy tygodnie był poddawany przesłuchaniom.
We wrześniu 1944 został przywieziony do obozu w Charkowie, a stamtąd w styczniu 1946 do obozu nr 178-454 w Riazaniu-Diagilewie. W kolejnych miesiącach był przetrzymywany w obozach: nr 158 w Czerepowcu, obozie jenieckim NKWD  nr 150 w Griazowcu, nr 437 w Bogorodskoje i nr 284 w Brześciu. Repatriowany do kraju 3 listopada 1947, po powrocie zamieszkał w Warszawie. Pracował w Warszawie w Spółdzielni Architektów Wnętrz „Ład”.
Zmarł 15 sierpnia 1964, w następstwie wypadku samochodowego. Został pochowany na Cmentarzu Wojskowym na Powązkach w Warszawie (kwatera B12-11-7).

## Awanse
- podpułkownik – 1935
- pułkownik – 1 października 1943

## Ordery i odznaczenia
- Krzyż Złoty Orderu Wojennego Virtuti Militari (1959)
- Krzyż Srebrny Orderu Wojskowego Virtuti Militari nr 4870 (1921)[9]
- Krzyż Kawalerski Orderu Odrodzenia Polski (11 listopada 1937)[10][11]
- Krzyż Walecznych (pięciokrotnie, czterokrotnie w 1921, a po raz piąty 1 października 1944)
- Medal Pamiątkowy za Wojnę 1918–1921
- Medal 10 Rocznicy Wojny Niepodległościowej (Łotwa)[12]